# Ublik Mały
Ublik Mały – jezioro położone w województwie warmińsko-mazurskim, w powiecie piskim, w gminie Orzysz, w odległości 8 km na północ od Orzysza. Północny kraniec jeziora łączy rów przepływowy z jeziorem Ublik Wielki.
Powierzchnia jeziora 88 ha, głębokość 26,5 m. Długość linii brzegowej to 6,15 km, a jej rozwinięcie wynosi 1,86. Brzegi są strome, od południa zalesione, z pozostałych stron jezioro otaczają pola i łąki. W jeziorze występuje leszcz, płoć, okoń, węgorz, szczupak i sieja.
Najbliższa wieś Ublik znajduje się w odległości 1 km na zachód od jeziora.
Jezioro Ublik Mały połączone jest z niewielkim kanałem z jeziorem Ublik Wielki. Nazywane jest ono też jeziorem Zielonym lub Szmaragdowym, ze względu na wyjątkowe zabarwienie wody. Na południowo-wschodnim brzegu jeziora, z krawędzi rynny jeziornej wypływa źródło o wyjątkowo smacznej wodzie. W związku z walorami krajobrazowymi rejon ten nazywany był przez Niemców Szwajcarią Orzyską. Miejscowa ludność przypuszcza, że w jeziorze tym znajduje się duża ilość zatopionego uzbrojenia niemieckiego z okresu II wojny światowej.